# Manos a la obra
Manos a la obra va ser una sèrie de televisió de comèdia espanyola produïda per Aspa Vídeo i Acanto Cine & Video, emesa originalment per la cadena espanyola Antena 3, en horari estel·lar, entre el 8 de gener de 1998 i el 22 de juliol de 2001, sumant un total de 130 episodis, distribuïts en sis temporades. Está protagonizada por Carlos Iglesias i Ángel de Andrés López.
Des del 20 d'agost de 2015, la sèrie completa està disponible a la venda en DVD, en un pack de dos sets.

## Argument
La sèrie narra les peripècies de Manolo (Ángel de Andrés López) i Benito (Carlos Iglesias), dos paletes d'obres menors, sense cap maldat, que sempre destrossen el treball per als quals han estat contractats, allí on se'ls enviï. Tots dos han passat l'equador dels quaranta anys i viuen en un cèntric i tradicional barri de Madrid. Són socis al 50% ("fifty-fifty", com assevera Benito) de l'empresa de reformes en general "Manolo y Compañía" (o segons Benito, "Benito y Compañía"). Per a tirar endavant el taller de nyaps compten amb l'ajuda de Tato (Jorge Calvo), el rústic nebot de Manolo nouvingut del seu poble, i de Tania (Kim Manning) una lampista polonesa "putamadre" (tal com es presenta davant els clients).
Reben la majoria dels encàrrecs de part de la seva Relacions Públiques particular, el Super Fashion decorador d'interiors Tino (Fernando Cayo), treballant sovint en zones de l'alta societat, on no sempre se saben barrejar.
Les seves històries i vivències es desenvolupen en una castissa corrala (edifici que envolta a una plaça, accedint-se als habitatges des de l'exterior), on tots els personatges resideixen. En ella se situen el local de l'empresa d'obra de paleta dels protagonistes (en el fictici carrer Lanzarote nº19) i el bar La Molleja, lloc on el duo d'operaris i altres personatges fan el que volen amb el seu sofert cambrer, Evaristo (Evaristo Calvo), que sempre els insisteix que han de prendre alguna cosa si volen ser allí. També es troben altres negocis, com el gimnàs de fitness Olímpia o una botiga de decoració La Oca.
La sèrie també aprofundeix en altres àmbits diferents al professional, on es dona a conèixer la faceta més tendra i afectiva dels personatges: la relació mare-fill entre Carmina (Carmen Rossi) i Benito, o les batusses matrimonials d'Adela (Nuria González) i Manolo.

## Episodis
Es van realitzar un total de 130 episodis, dividits en 6 temporades, entre els anys 1998 i 2001, amb una durada de 55 minuts de mitjana per episodi.
| Temporada | Temporada | Capítols | Estrena                | Final                | Audiència mitjana | Audiència mitjana | Audiència mitjana |
| Temporada | Temporada | Capítols | Estrena                | Final                | Espectadors       | Quota             |                   |
| --------- | --------- | -------- | ---------------------- | -------------------- | ----------------- | ----------------- | ----------------- |
|           | 1         | 23       | 8 de gener de 1998     | 18 de juny de 1998   |                   |                   |                   |
|           | 2         | 40       | 17 de setembre de 1998 | 1 de juliol de 1999  |                   |                   |                   |
|           | 3         | 30       | 9 de setembre de 1999  | 13 d'abril de 2000   |                   |                   |                   |
|           | 4         | 11       | 27 d'abril de 2000     | 13 de juliol de 2000 |                   |                   |                   |
|           | 5         | 13       | 26 de desembre de 2000 | 22 de març de 2001   |                   |                   |                   |
|           | 6         | 13       | 22 d'abril de 2001     | 22 de juliol de 2001 |                   |                   |                   |
| Total     | Total     | 130      | 8 de gener de 1998     | 22 de juliol de 2001 |                   |                   |                   |

## Repartiment
- Carlos Iglesias - Benito Lopera Perrote (Temporada 1 - 6) (1998 - 2001)
- Ángel de Andrés López - Manuel "Manolo" Jumilla Pandero (Temporada 1 - 6) (1998 - 2001)
- Fernando Cayo - Faustino "Tino" (Temporada 1 - 5) (1998 - 2001)
- Jorge Calvo - Protestato "Tato" (Temporada 1 - 4) (1998 - 2000)
- Nuria González - Adela (Temporada 1 - 4) (1998 - 2000)
- Carmen Rossi - Carmina Perrote (Temporada 1 - 6) (1998 - 2001)
- Kim Manning - Tania (Temporada 1 - 6) (1998 - 2001)
- Evaristo Calvo - Evaristo (Temporada 1 - 4) (1998 - 2000)
- Silvia Marsó - Noelia (Temporada 1 - 2) (1998)
- Jesús Vázquez - Antonio "Tony" (Temporada 1 - 2) (1998)
- Luis Varela - Luciano (Temporada 2 - 3, 5) (1998 - 2001)
- Silvia Espigado - "Romy" (Temporada 3 - 4) (1999 - 2000)
- Lourdes Bartolomé - La "Rufa" (Temporada 2) (1998 - 1999)
- Jorge San José (Nico) - Nicolás "Nico" (Temporada 1 - 2) (1998)
- Carola Manzanares - Pepita (Temporada 2) (1998 - 1999)
- Tomás Sáez - Antonio (Temporada 4 - 6) (2000 - 2001)
- Mariana Carballal - Rosalía (Temporada 4 - 6) (2000 - 2001)
- Mónica Cano - Lorenza La "Loren" (Temporada 5 - 6) (2001)
- Mónica Cervera - Nicolasa "Nico" (Temporada 5 - 6) (2001)
- Estela Redondo - Jennyfer "Jenny" (Temporada 6) (2001)
- Antonio Medina - Paulino (Temporada 1) (1998)
- Enrique Escudero - Miguel "Miguelito" (Temporada 1 - 6) (1998 - 2001)
- Antonio Chamorro - Mariano (Temporada 5 - 6) (2001)

## Influències
Des de la seva estrene sempre ha estat mostrada com una adaptació de Pepe Gotera y Otilio de Francisco Ibáñez, encara que trobem algunes diferències:
- L'aspecte físic és totalment diferent.
- En el còmic només se centren en el treball única i exclusivament, mentre que en la sèrie observem que se li dona importància a les trames personals.
- Otilio és una persona treballadora, i comet errors a causa de la seva malaptesa, mentre que Benito és molt dròpol, encara que és cert que comet els errors.

El 22 de desembre de 2009 el periòdic 20 minutos va entrevistar a Ibáñez, qui va dir en una resposta que es va dirigir als productors de la sèrie els qui li van dir que no tenien res a veure.